# Kelapa Gading Timur
Kelapa Gading Timur is een kelurahan van het onderdistrict Kelapa Gading in het noorden van Jakarta, Indonesië.